# Amblystegium tibetanum
Amblystegium tibetanum là một loài Rêu trong họ Amblystegiaceae. Loài này được (Mitt.) Paris mô tả khoa học đầu tiên năm 1894.